# Tiksi
Tiksi (Russisch en Jakoets: Тикси; "aanlegplaats") is een nederzetting met stedelijk karakter in het Hoge Noorden van Rusland en vormt de belangrijkste haven van de Noordoostelijke Doorvaart aan de Laptevzee. De noordelijkste haven van Rusland. De plaats ligt in de buurt van de monding van de Lena, aan de Tiksibaai en vormt het bestuurlijk centrum van oeloes Boeloenski van de autonome republiek Jakoetië. De plaats telde 5.873 inwoners bij de Russische volkstelling van 2002, waarmee het met de helft is gedaald sinds de voorlaatste volkstelling van 1989, toen het nog 11.649 inwoners telde. Tiksi is slechts drie maanden per jaar bevaarbaar.

## Geschiedenis
In augustus 1901 zeilde het Russische schip Zarja over de Laptevzee, op zoek naar het legendarische Sannikovland, maar werd daarin spoedig geblokkeerd door drijvend pakijs. In 1902 ging de speurtocht verder, hoewel het schip nog steeds vastzat. De Russische poolvaarder baron Eduard Toll stapte in november van dat jaar met drie metgezellen uit het schip en probeerde vanaf Bennetteiland via ijsschotsen naar het zuiden te komen, maar het team overleefde het niet en verdween voor eeuwig. Men wist de Zarja uiteindelijk aan te meren in de Tiksibaai, vanwaar ze nooit meer zou vertrekken. De overgebleven leden van de expeditie keerden terug naar Sint-Petersburg.
De plaats Tiksi werd in 1933 gesticht als een van de vrachthavens van het Hoofdbestuur Noordelijke Zeeroute onder de naam Oest-Leninski. In 1936 werd de plaats hernoemd tot Tiksi. In de Tweede Wereldoorlog verdrievoudigde het vrachtvervoer en vanaf 1942 kwam tot 80% van de goederen van de Lend-Lease Act door Tiksi. In hetzelfde jaar deden de eerste buitenlandse schepen uit het Verenigd Koninkrijk de haven aan.
Rond Tiksi werden in de jaren 60 twee grote vliegvelden aangelegd voor strategische bommenwerpers; Tiksi-West (landingsbaan 3500 meter) en Tiksi-Noord (4400 meter), maar ze zouden nooit worden gebruikt en zijn momenteel verlaten. Het derde vliegveld, Luchthaven Tiksi, wordt vooral gebruikt door de Russische Luchtmacht en heeft een landingsbaan van 3001 meter lengte. Hier zijn vooral Tupolev Tu-95s gestationeerd.
Tiksi raakte na het uiteenvallen van de Sovjet-Unie net als andere plaatsen aan de Noordoostelijke Doorvaart zoals Dikson, Chatanga en Pevek haar positie als bloeiende haven kwijt. Sindsdien liggen vele haveninstallaties te verroesten en zijn gedeelten van de plaats (zoals Tiksi-3) verlaten door de bevolking. Er wordt nauwelijks meer op gevlogen en de bevolking is bezig te verarmen door de hoge kosten van het levensonderhoud (alles moet met het vliegtuig worden ingevlogen) en het gebrek aan werk. Alcoholisme vormt een probleem, maar door de hoge kosten daarvan is het probleem in Tiksi minder schrijnend dan in andere steden waarmee het sinds de val van de Sovjet-Unie bergafwaarts is gegaan.
Tiksi valt onder de grensregio van Rusland, die door de FSB extra wordt bewaakt, waardoor buitenlandse reizigers speciale documenten moeten hebben om er te mogen komen.
In 2004 waren er plannen van een consortium van staatsenergiebedrijf EES Rossii en het Duitse GmbH om een pilotproject voor windenergie op te zetten bij Tiksi.

## Klimaat
Tiksi ligt in een gebied met een toendraklimaat volgens de indeling van Köppen. De winter duurt gemiddeld 9 maanden, maar de temperaturen liggen er in de winter hoger dan in het binnenland van Centraal-Jakoetië. In de zomer kan het ook warm zijn, het record voor juni ligt op 32,8°C (1959) en voor juli 34,3°C (1991). Daarmee is het een van de meest noordelijke streken op aarde waar de tropische waarde (30°) is overschreden.